# Fire-and-forget
Con l'espressione fire-and-forget, letteralmente "spara e dimentica", si indica un tipo di sistema di guida del missile che non richiede l'intervento dell'operatore addetto al lancio dopo aver fatto fuoco. Il missile ha infatti la capacità di tracciare automaticamente il bersaglio dopo il lancio, raggiungerlo e colpirlo, senza il bisogno di un ulteriore intervento.
Questa capacità è importante perché permette al lanciatore del missile di allontanarsi, o comunque di non esporsi, evitando così che sia troppo vulnerabile. Inoltre consente al missile di colpire il bersaglio anche se il lanciatore fosse individuato ed eliminato. 
Per ottenere un simile sistema di guida si possono realizzare una varietà di differenti soluzioni, come la programmazione del missile con i dati delle coordinate del bersaglio, oppure dotando il missile di un proprio sensore come un radar attivo o un sistema di guida all'infrarosso. La tipologia dei dispositivi da impiegare per questo scopo può essere dunque  molto numerosa e complessa, e differente fra di loro. 

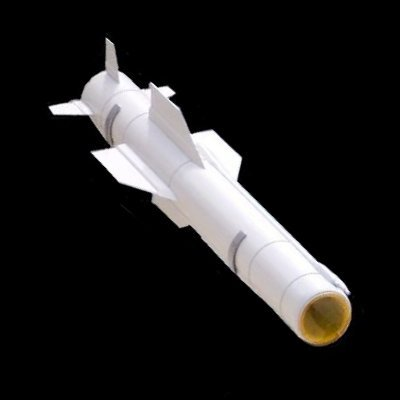
Il missile PARS 3 utilizza un sistema di guida fire-and-forget.